# Sergentia rynocephala
Sergentia rynocephala är en tvåvingeart som beskrevs av Linevich, Samburova och Aleksandrov 1991. Sergentia rynocephala ingår i släktet Sergentia och familjen fjädermyggor. Inga underarter finns listade i Catalogue of Life.